# Tell Tale Signs
Tell Tale Signs is een album van Bob Dylan uit de officiële bootleg serie, uitgebracht in 2008 op Columbia Records. De ondertitels zijn rare and unreleased 1989-2006 en The Bootleg Series Vol. 8. Aangezien The bootleg series volumes 1-3 de eerste box uit de serie was, is Tell Tale Signs de zesde box. Het gehele album werd in oktober 2008 gratis als streaming versie aangeboden op NPR, de Amerikaanse NPO.
De outtakes en alternatieve versies zijn van de albums Oh Mercy, World Gone Wrong, Time Out of Mind en Modern Times.

## De set
De set is uitgebracht als een box met 2 cd's en een boekje met 62 pagina's, maar is ook uitgebracht in een luxe versie met boekwerk in een box met 4 lp's.

## Track listing
Alle nummers zijn composities van Dylan, behalve waar aangegeven.

| 1.                 | Mississippi                     | Time Out of Mind outtake                                         | 6:04 |
| 2.                 | Most of the Time                | Oh Mercy alternatieve versie                                     | 3:46 |
| 3.                 | Dignity                         | Piano demo, Oh Mercy                                             | 2:09 |
| 4.                 | Someday Baby                    | Modern Times alternatieve versie                                 | 5:56 |
| 5.                 | Red River Shore                 | Time Out of Mind outtake                                         | 7:36 |
| 6.                 | Tell Ol' Bill                   | Alternative versie uit soundtrack North Country                  | 5:31 |
| 7.                 | Born in Time                    | Oh Mercy outtake                                                 | 4:10 |
| 8.                 | Can't Wait                      | Time Out of Mind alternatieve versie                             | 5:45 |
| 9.                 | Everything Is Broken            | Oh Mercy alternatieve versie                                     | 3:27 |
| 10.                | Dreamin' of You                 | Time Out of Mind outtake                                         | 5:54 |
| 11.                | Huck's Tune                     | van de sountrack van Lucky You                                   | 4:09 |
| 12.                | Marchin' to the City            | Time Out of Mind outtake                                         | 6:36 |
| 13.                | High Water (For Charley Patton) | Live opname van 23 augustus 2003, Niagara Falls, Ontario, Canada | 6:40 |
| Totale duur: 67:43 |                                 |                                                                  |      |

| 1.                 | Mississippi                      |                               | Time Out of Mind alternatieve versie van de outtake | 6:24 |
| 2.                 | 32-20 Blues                      | Robert Johnson                | World Gone Wrong outtake                            | 4:22 |
| 3.                 | Series of Dreams                 |                               | Oh Mercy outtake                                    | 6:27 |
| 4.                 | God Knows                        |                               | Oh Mercy outtake                                    | 3:12 |
| 5.                 | Can't Escape from You            |                               | opname uit december 2005                            | 5:22 |
| 6.                 | Dignity                          |                               | Oh Mercy outtake                                    | 5:25 |
| 7.                 | Ring Them Bells                  |                               | Live The Supper Club, 17 november 1993, New York    | 4:59 |
| 8.                 | Cocaine Blues                    | T. J. "Red" Arnall            | Live 24 augustus, 1997, Vienna, Virginia            | 4:40 |
| 9.                 | Ain't Talkin'                    |                               | Alternate version, Modern Times                     | 6:13 |
| 10.                | The Girl on the Greenbriar Shore | A. P. Carter                  | Live 30 juni 1992, Duinkerken                       | 2:51 |
| 11.                | Lonesome Day Blues               |                               | Live 1 februari 2002, Sunrise, Florida              | 7:37 |
| 12.                | Miss the Mississippi             | Bill Halley                   | 1992                                                | 3:20 |
| 13.                | The Lonesome River               | Ralph Stanley, Carter Stanley |                                                     | 3:04 |
| 14.                | 'Cross the Green Mountain        |                               | van de soundtrack van Gods and Generals             | 8:15 |
| 15.                | Love Sick                        |                               | Live iTunes Bonus track                             | 5:40 |
| Totale duur: 77:51 |                                  |                               |                                                     |      |

## Hitnoteringen
Het album bereikte nummer 6 op de Billboard 200
- MusicBrainz release group: 68b2468f-c4d5-31f4-ac97-4829f7f90bb7